# Hyloxalus edwardsi
Hyloxalus edwardsi – gatunek płaza bezogonowego z rodziny drzewołazowatych (Dendrobatidae). Endemit Kolumbii, z powodu zniszczenia jego naturalnego środowiska krytycznie zagrożony wyginięciem.

## Występowanie
Podobnie jak w przypadku wielu innych przedstawicieli rodzaju Hyloxalus, także i tutaj mamy do czynienia z endemitem. Opisywany tu płaz występuje bowiem jedynie w Kolumbii – w Kordylierze Wschodniej (departament Cundinamarca).
Oprócz tropikalnych wilgotnych lasów górskich i rzek występuje on także na terenach krasowych. Lubi strumienie z jaskiniami i szczelinami skalnymi.

## Rozmnażanie
Zarówno rozród, jak i rozwój kijanek odbywa się w wodach płynących, podczas gdy osobniki dorosłe wiodą raczej lądowy tryb życia.

## Status zagrożenia
W Czerwonej księdze gatunków zagrożonych IUCN Hyloxalus edwardsi od 2004 roku klasyfikowany jest jako gatunek krytycznie zagrożony (CR, ang. Critically Endangered).
Wynikająca z działań człowieka dewastacja środowiska naturalnego przyczynia się do zagrożenia tego gatunku wyginięciem. Być może już wymarł – osobnik należący do opisywanego tu gatunku ostatni raz widziany był w 1996. Prawdopodobnie to właśnie drastyczna zmiana warunków środowiskowych przyczyniła się do tak wielkiego spadku liczebności populacji.